# Im deutschen Reich
Im deutschen Reich war eine vom Centralverein deutscher Staatsbürger jüdischen Glaubens herausgegebene Zeitschrift.
Die Zeitschrift erschien von 1895 bis 1922 monatlich im hauseigenen Verlag des Centralvereins. Ihre Auflage betrug 3.500 Exemplare im Jahr 1895 und hatte sich 1913 mit 37.000 mehr als verzehnfacht. Nachfolgepublikation war die ab 1922 wöchentlich erscheinende CV-Zeitung (auch CentralVereins-Zeitung, C.V.-Zeitung, CVZ).